# Llista de peixos del riu Níger

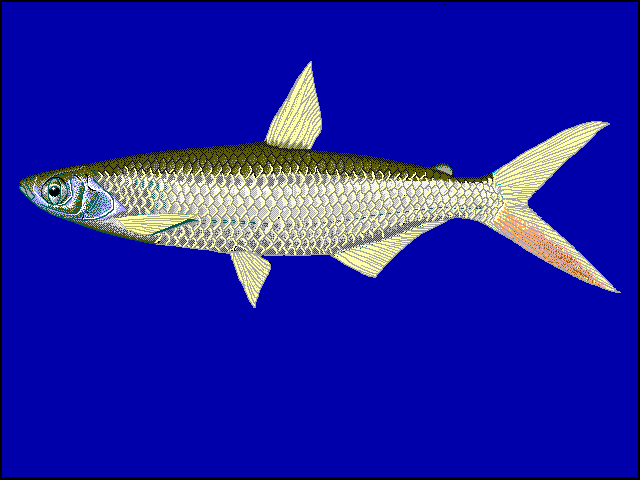
Alestes baremoze

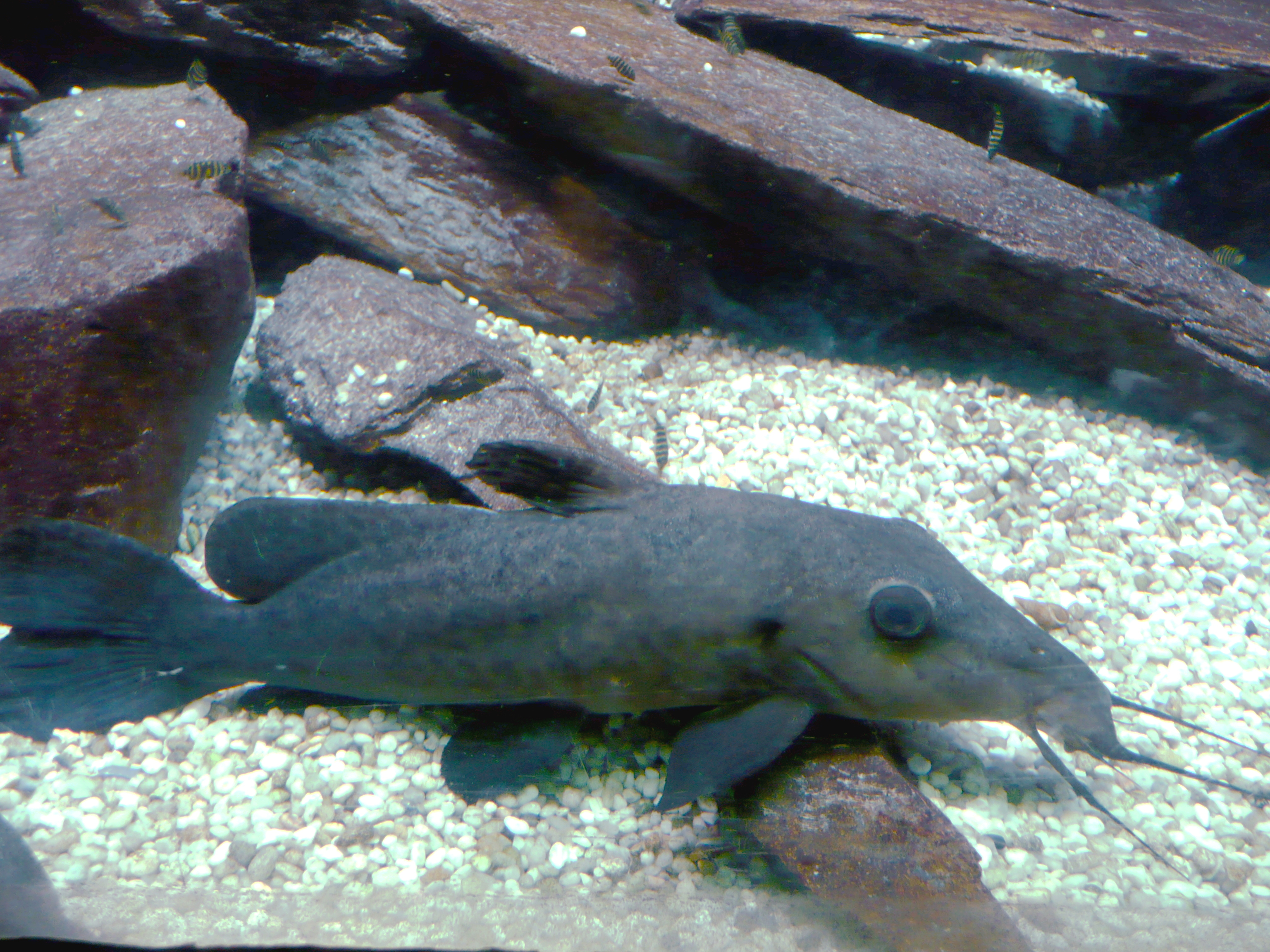
Auchenoglanis occidentalis

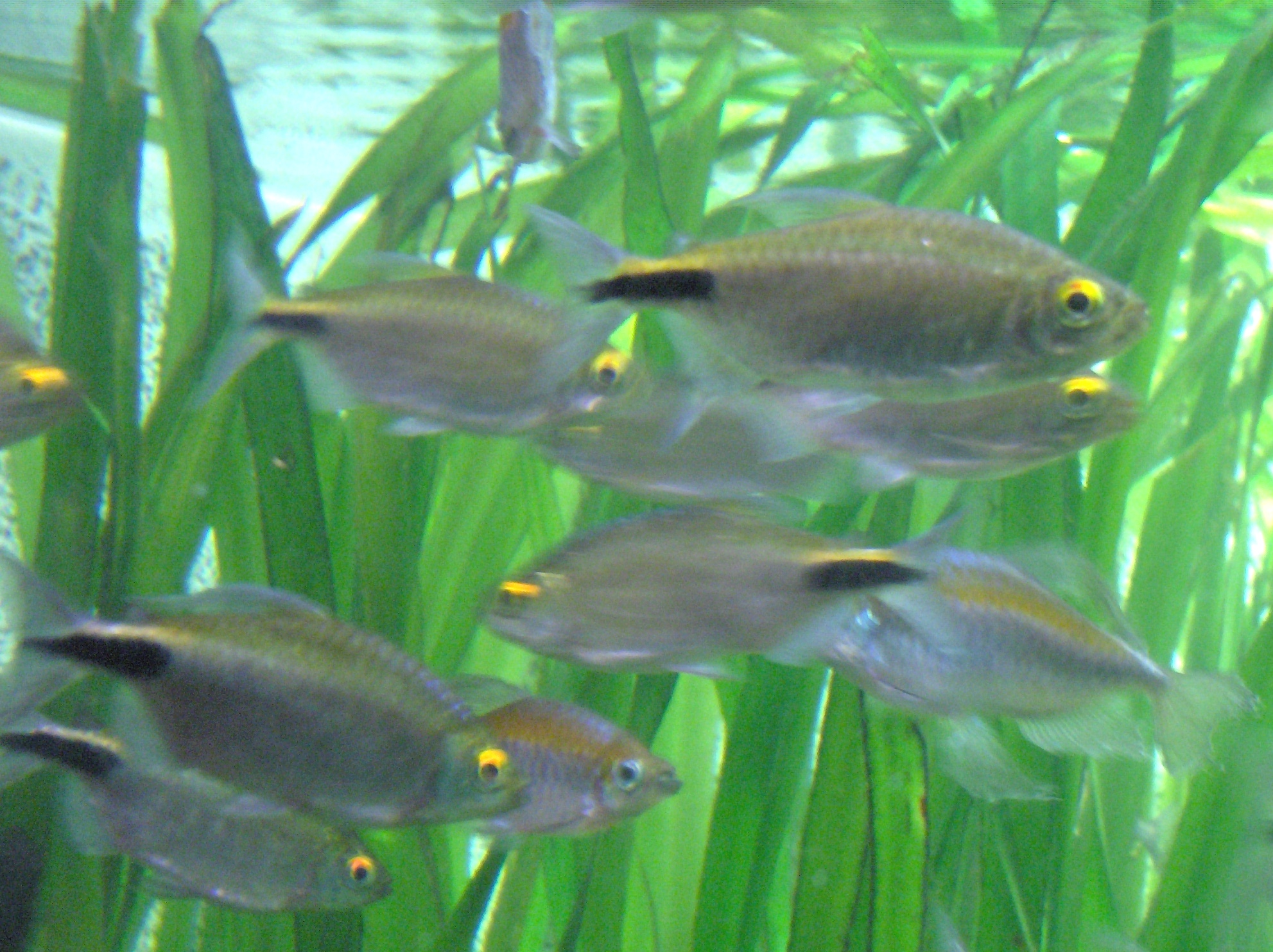
Brycinus longipinnis

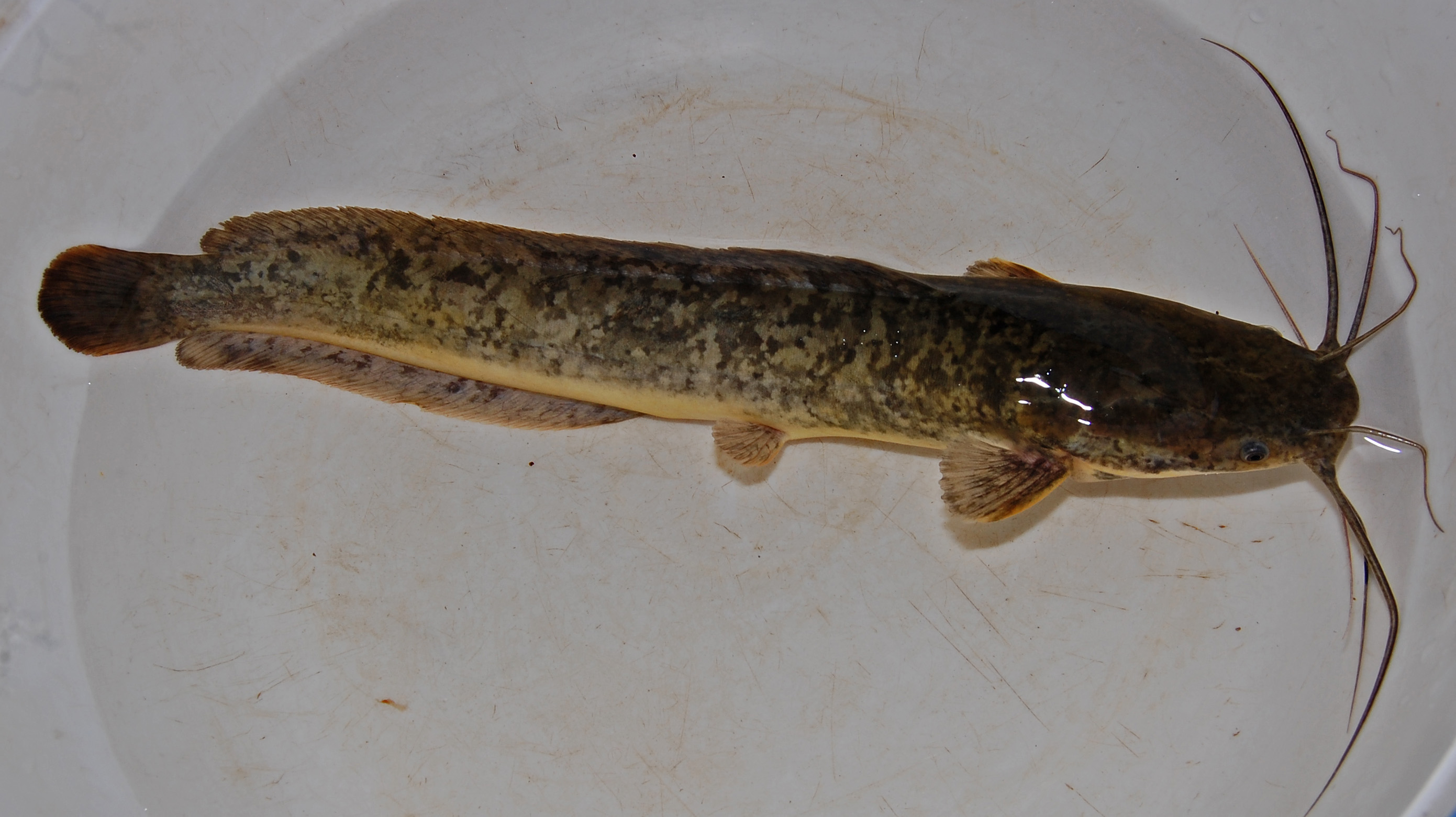
Clarias gariepinus

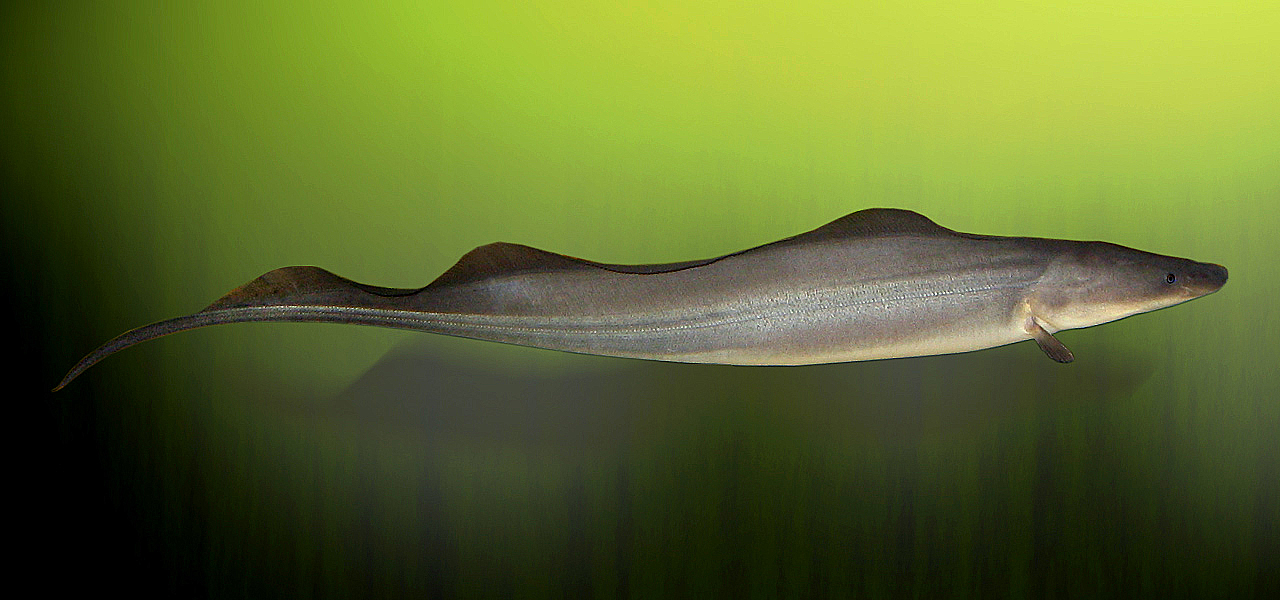
Gymnarchus niloticus

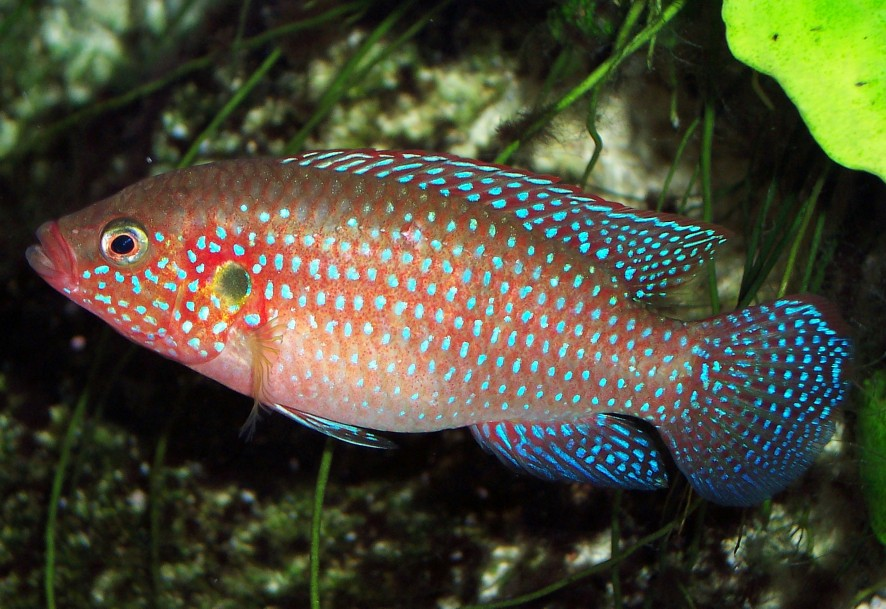
Hemichromis bimaculatus

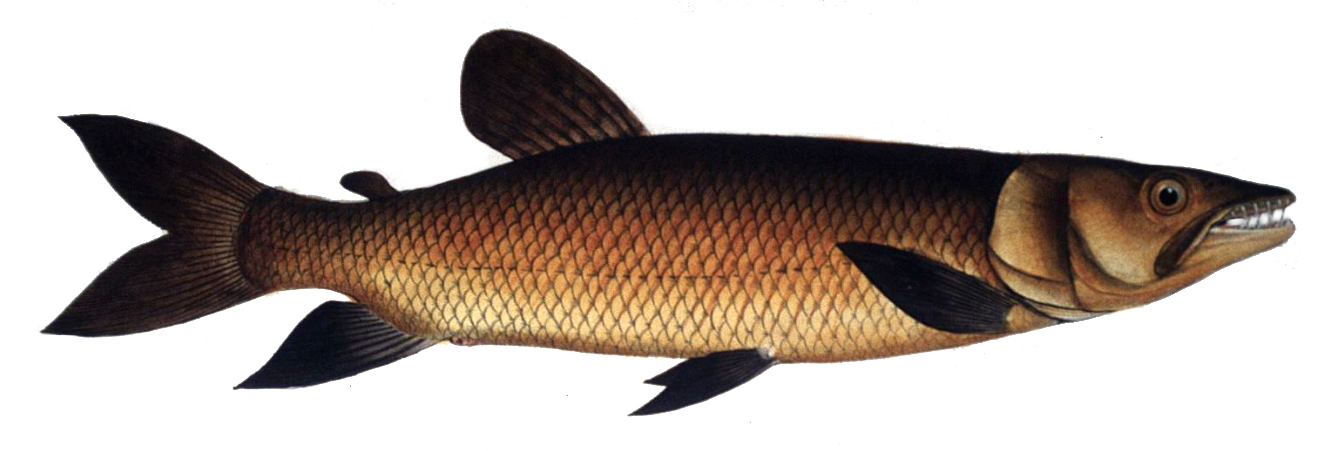
Hepsetus odoe

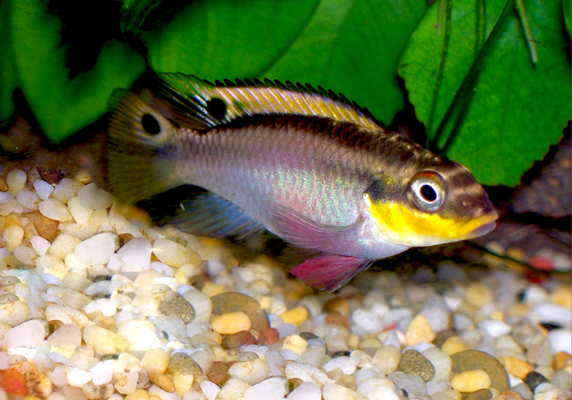
Pelvicachromis taeniatus

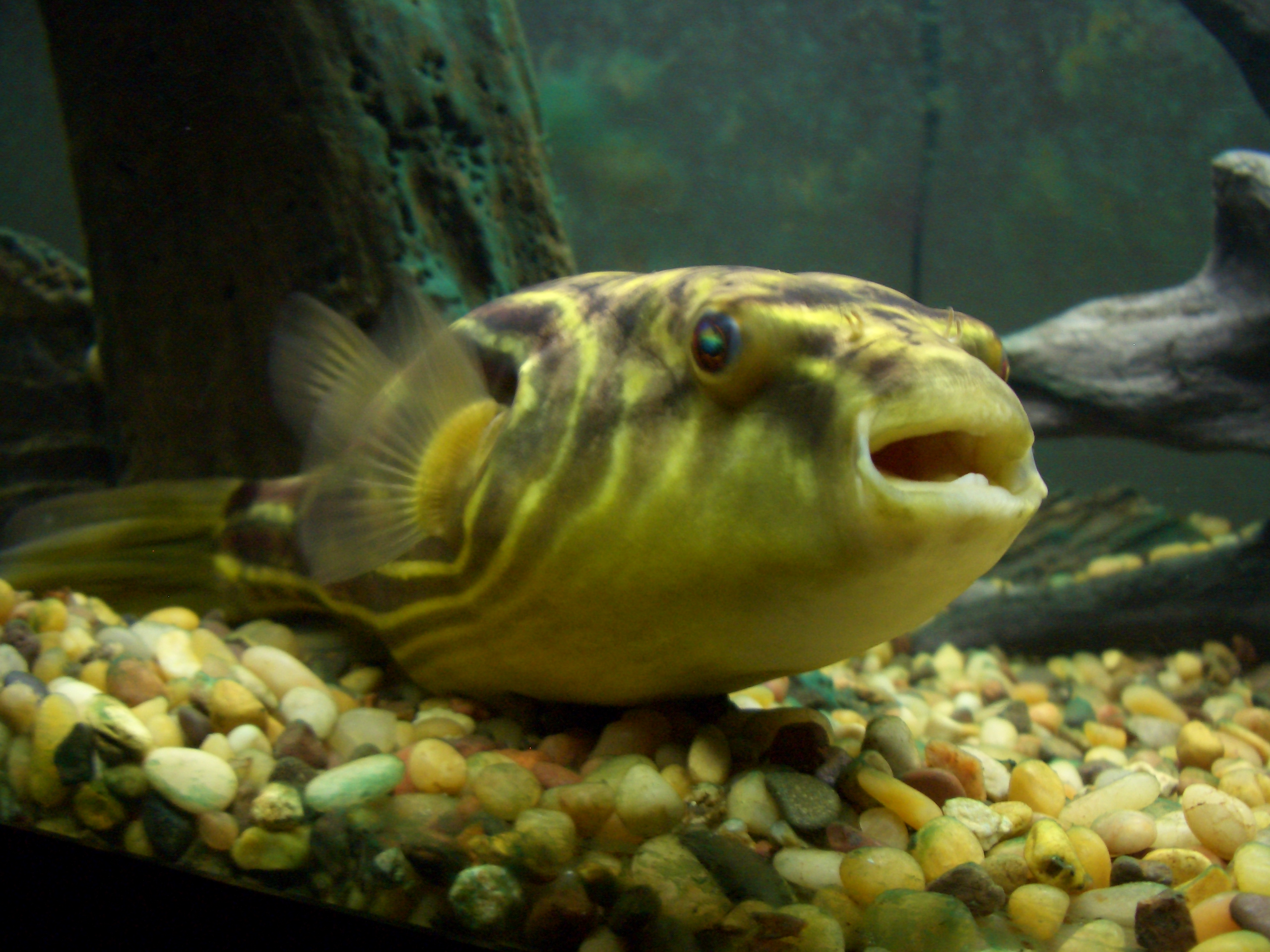
Tetraodon lineatus

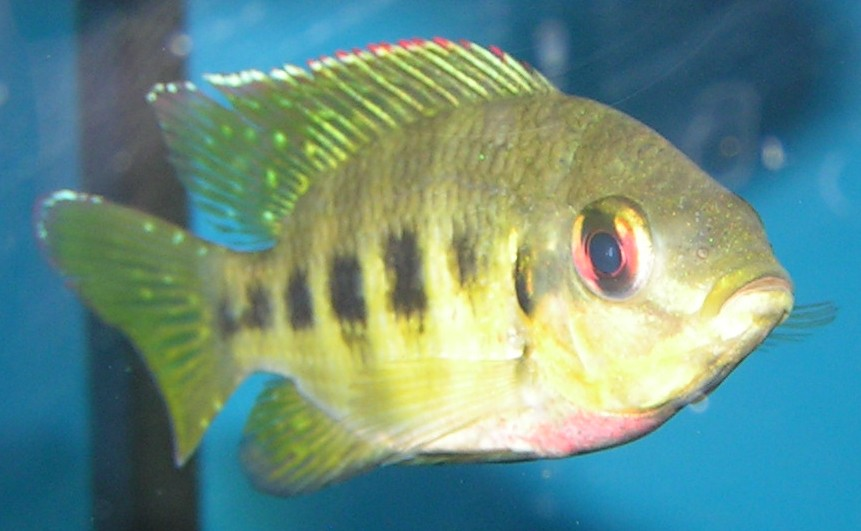
Tilapia mariae

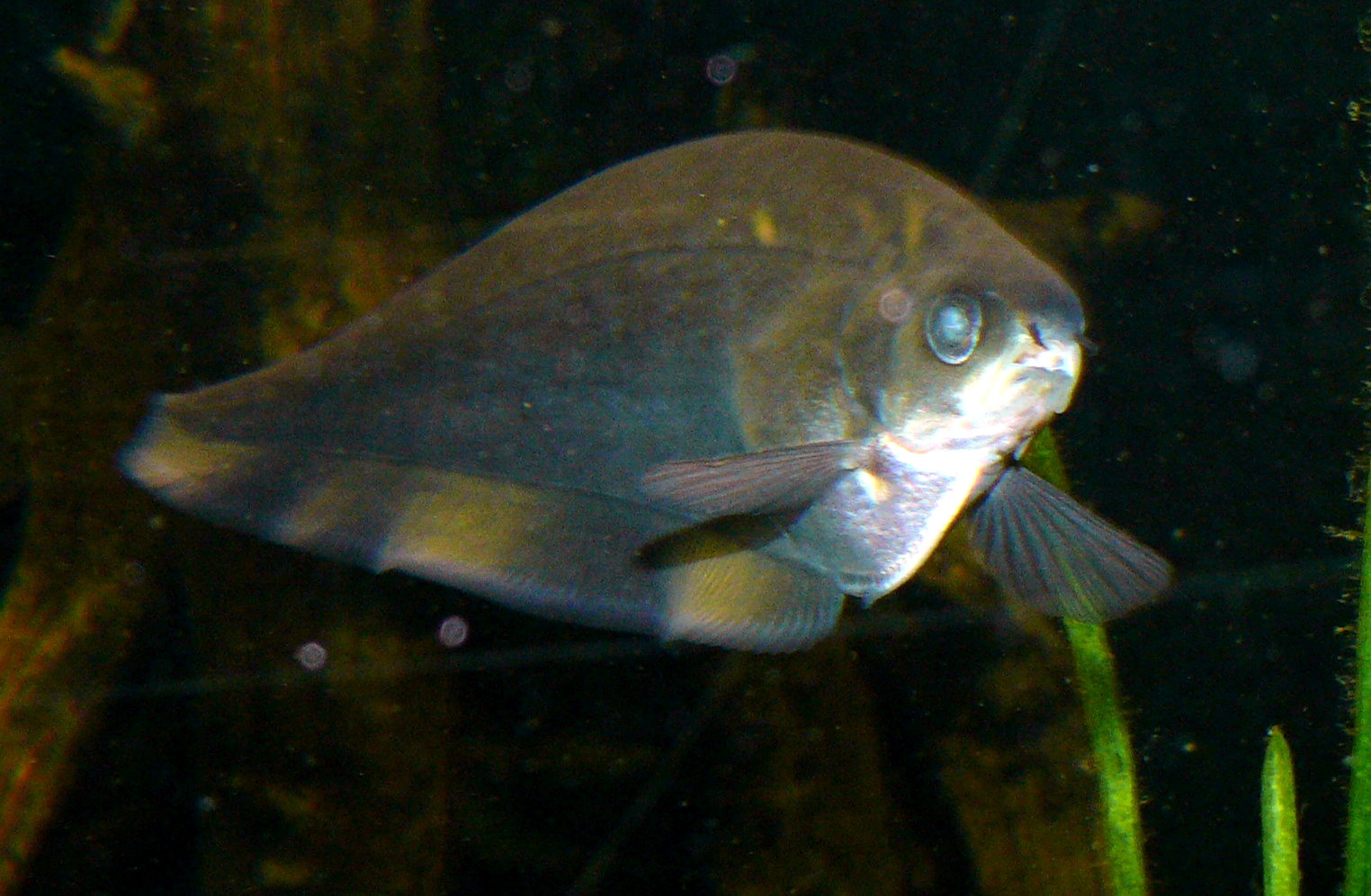
Xenomystus nigri

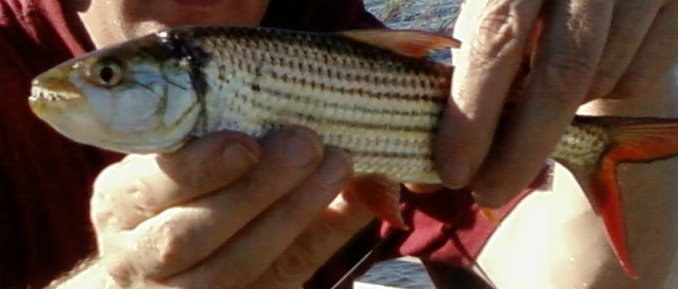
Hydrocynus vittatus

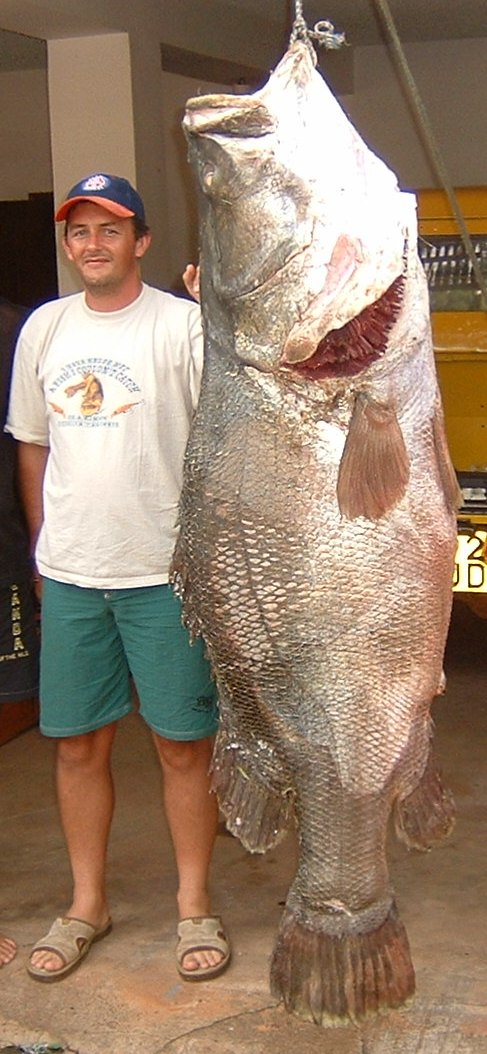
Perca del Nil (Lates niloticus)

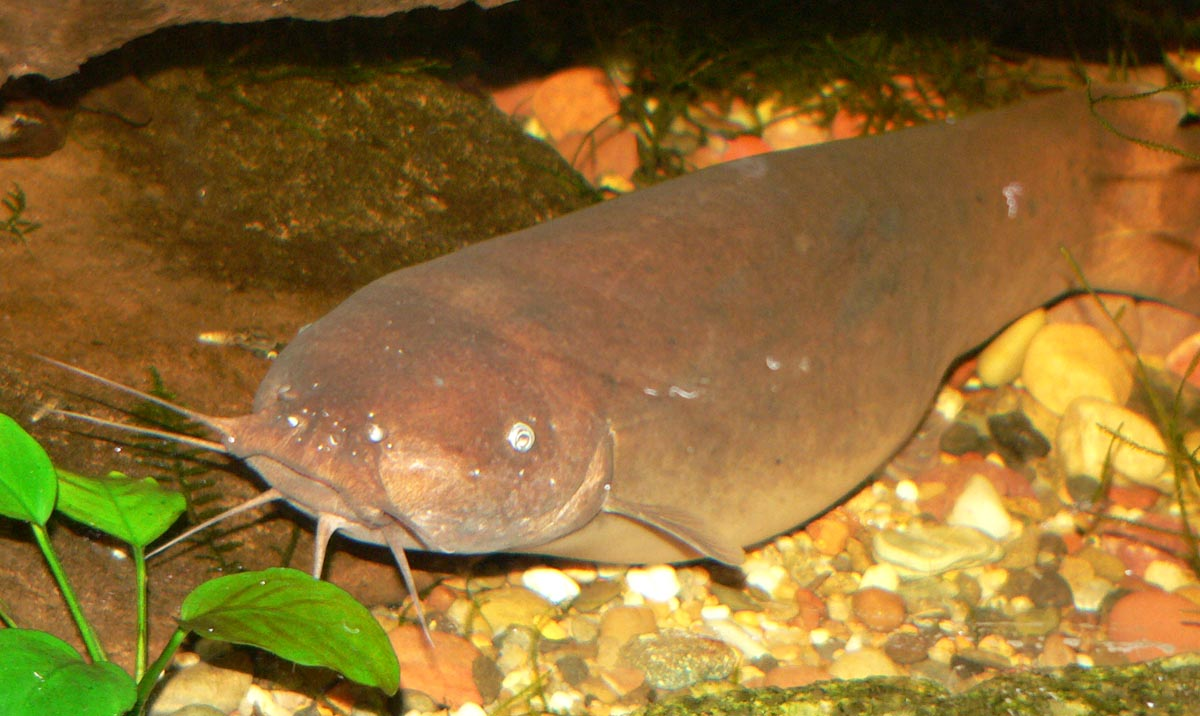
Peix gat elèctric (Malapterurus electricus)

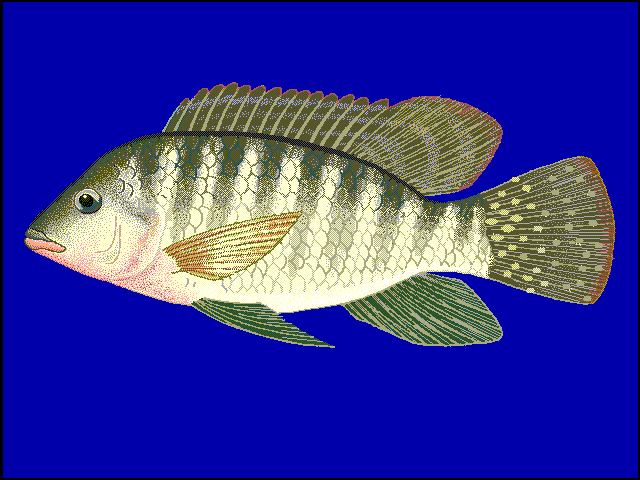
Tilapia zillii

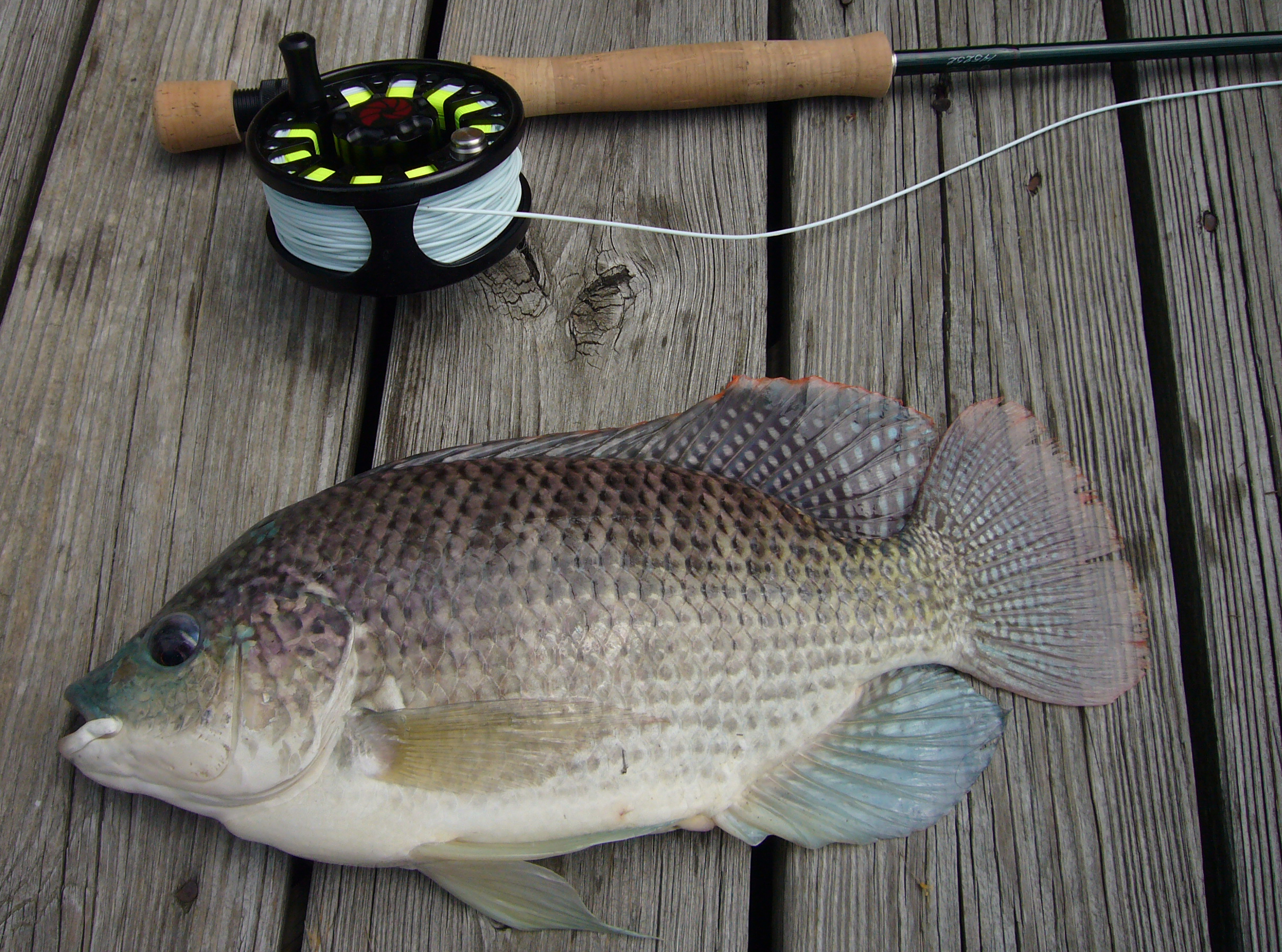
Oreochromis aureus

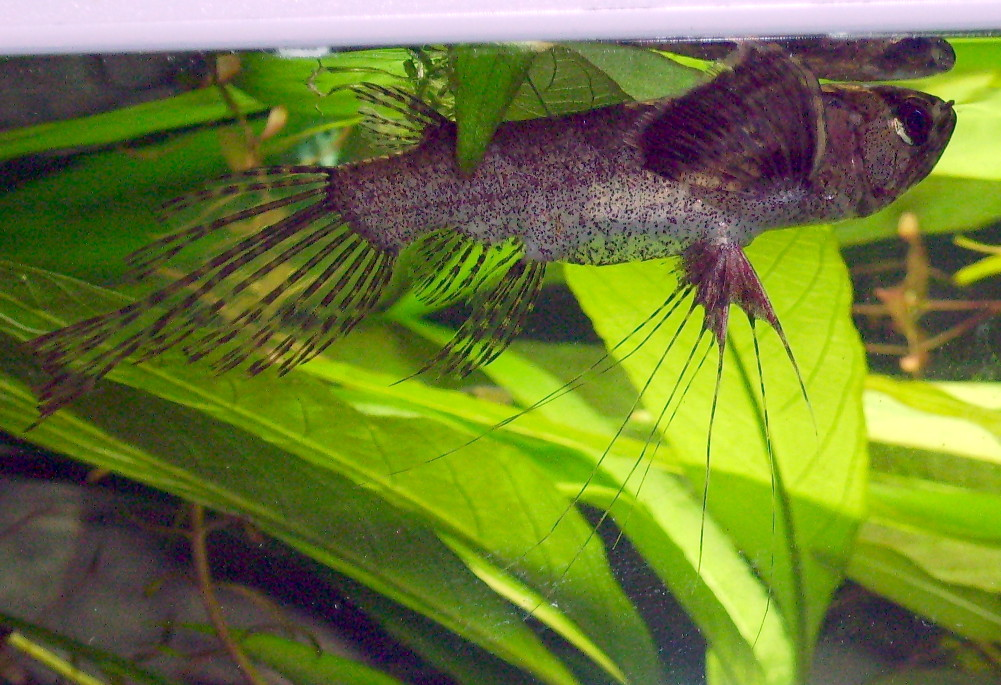
Pantodon buchholzi

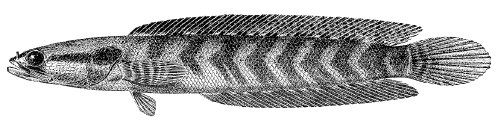
Parachanna africana

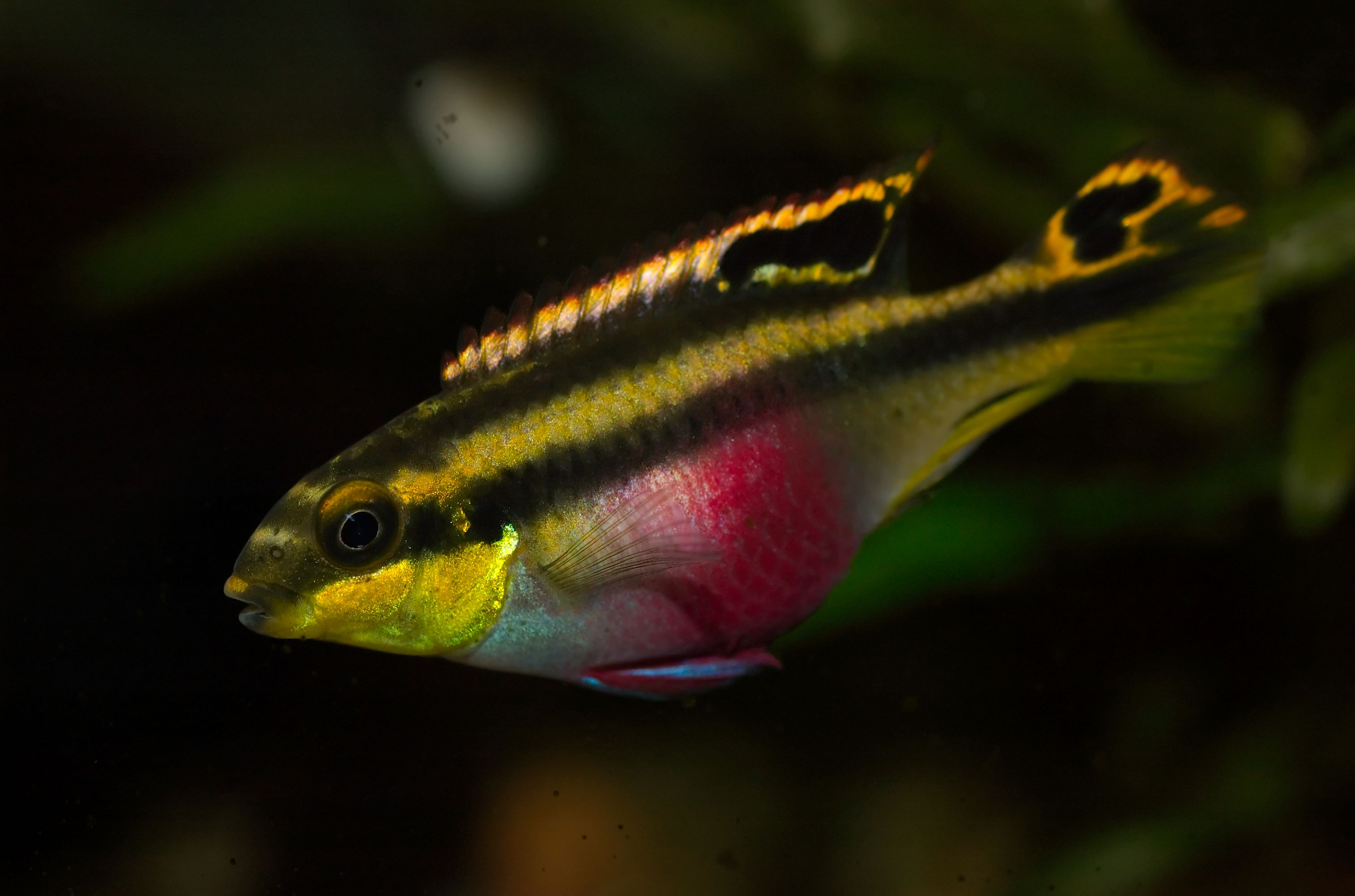
Pelvicachromis pulcher

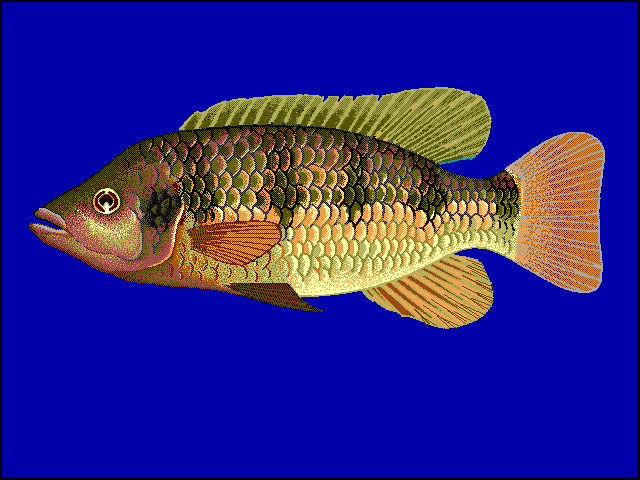
Hemichromis fasciatus

Aquesta llista de peixos del riu Níger inclou les 260 espècies de peixos que es poden trobar al riu Níger, a Guinea, Mali, Níger i Nigèria, ordenades per l'ordre alfabètic de llur nom científic.

## A
- Alestes baremoze
- Alestes dentex
- Alestopetersius smykalai
- Amphilius platychir
- Amphilius rheophilus
- Anaspidoglanis akiri
- Andersonia leptura
- Aphyosemion bitaeniatum
- Aphyosemion calliurum
- Aphyosemion deltaense
- Aphyosemion guineense
- Aplocheilichthys normani
- Aplocheilichthys pfaffi
- Aplocheilichthys spilauchen
- Arius gigas
- Arnoldichthys spilopterus
- Astatotilapia bloyeti
- Auchenoglanis biscutatus
- Auchenoglanis occidentalis
- Awaous lateristriga

## B
- Bagrus bajad
- Bagrus docmak
- Bagrus filamentosus
- Barboides gracilis
- Barbus ablabes
- Barbus anema
- Barbus baudoni
- Barbus bawkuensis
- Barbus bynni occidentalis
- Barbus callipterus
- Barbus camptacanthus
- Barbus chlorotaenia
- Barbus eburneensis
- Barbus foutensis
- Barbus leonensis
- Barbus macinensis
- Barbus macrops
- Barbus nigeriensis
- Barbus perince
- Barbus petitjeani
- Barbus pobeguini
- Barbus punctitaeniatus
- Barbus raimbaulti
- Barbus stigmatopygus
- Barbus sublineatus
- Barbus sylvaticus
- Bostrychus africanus
- Brienomyrus brachyistius
- Brienomyrus longianalis
- Brienomyrus niger
- Brycinus brevis
- Brycinus carolinae
- Brycinus leuciscus
- Brycinus longipinnis
- Brycinus macrolepidotus
- Brycinus nurse
- Bryconaethiops quinquesquamae

## C
- Campylomormyrus tamandua
- Chelaethiops bibie
- Chiloglanis batesii
- Chiloglanis benuensis
- Chiloglanis niger
- Chiloglanis occidentalis
- Chiloglanis voltae
- Chromidotilapia guntheri guntheri
- Chrysichthys auratus
- Chrysichthys nigrodigitatus
- Citharidium ansorgii
- Citharinops distichodoides distichodoides
- Citharinops distichodoides thomasi
- Citharinus citharus citharus
- Citharinus latus
- Clarias agboyiensis
- Clarias anguillaris
- Clarias buthupogon
- Clarias camerunensis
- Clarias ebriensis
- Clarias gariepinus
- Clarias laeviceps dialonensis
- Clarias macromystax
- Clarotes laticeps
- Clypeobarbus hypsolepis
- Cromeria occidentalis
- Ctenopoma houyi
- Ctenopoma kingsleyae
- Ctenopoma muriei
- Ctenopoma nebulosum
- Ctenopoma petherici

## D
- Dagetichthys lakdoensis
- Dasyatis garouaensis
- Denticeps clupeoides
- Distichodus brevipinnis
- Distichodus engycephalus
- Distichodus rostratus
- Dormitator lebretonis

## E
- Eleotris daganensis
- Eleotris senegalensis
- Eleotris vittata
- Epiplatys biafranus
- Epiplatys bifasciatus bifasciatus
- Epiplatys grahami
- Epiplatys lamottei
- Epiplatys longiventralis
- Epiplatys sexfasciatus sexfasciatus
- Epiplatys spilargyreius
- Erpetoichthys calabaricus

## F
- Foerschichthys flavipinnis
- Fundulopanchax arnoldi
- Fundulopanchax filamentosus
- Fundulopanchax gardneri gardneri
- Fundulopanchax gularis
- Fundulopanchax sjostedti

## G
- Garra allostoma
- Garra waterloti
- Gnathonemus petersii
- Gobiocichla wonderi
- Gymnallabes typus
- Gymnarchus niloticus

## H
- Hemichromis bimaculatus
- Hemichromis fasciatus
- Hepsetus odoe
- Heterobranchus bidorsalis
- Heterobranchus isopterus
- Heterobranchus longifilis
- Heterotis niloticus
- Hippopotamyrus harringtoni
- Hippopotamyrus pictus
- Hippopotamyrus psittacus
- Hydrocynus brevis
- Hydrocynus forskahlii
- Hydrocynus somonorum
- Hydrocynus vittatus
- Hyperopisus bebe bebe
- Hyperopisus bebe occidentalis

## I
- Isichthys henryi

## K
- Kribia kribensis
- Kribia nana

## L
- Labeo coubie
- Labeo parvus
- Labeo roseopunctatus
- Labeo senegalensis
- Laeviscutella dekimpei
- Lates niloticus
- Leptocypris niloticus

## M
- Malapterurus beninensis
- Malapterurus electricus
- Malapterurus minjiriya
- Marcusenius abadii
- Marcusenius cyprinoides
- Marcusenius deboensis
- Marcusenius mento
- Marcusenius senegalensis senegalensis
- Mastacembelus decorsei
- Mastacembelus loennbergii
- Mastacembelus nigromarginatus
- Micralestes acutidens
- Micralestes elongatus
- Micralestes occidentalis
- Micropanchax macrophthalmus
- Microsynodontis polli
- Mochokus niloticus
- Mormyrops anguilloides
- Mormyrops caballus
- Mormyrops oudoti
- Mormyrus hasselquistii
- Mormyrus macrophthalmus
- Mormyrus rume rume

## N
- Nannaethiops unitaeniatus
- Nannocharax ansorgii
- Nannocharax fasciatus
- Nannocharax lineomaculatus
- Nannocharax occidentalis
- Nematogobius maindroni
- Neolebias ansorgii
- Neolebias axelrodi
- Neolebias powelli
- Neolebias unifasciatus
- Nothobranchius kiyawensis
- Nothobranchius thierryi

## O
- Odaxothrissa mento
- Oreochromis aureus
- Oreochromis niloticus niloticus

## P
- Pantodon buchholzi
- Papyrocranus afer
- Parachanna africana
- Parachanna obscura
- Paradistichodus dimidiatus
- Parailia congica
- Parailia pellucida
- Parauchenoglanis buettikoferi
- Parauchenoglanis monkei
- Pareutropius buffei
- Pellonula leonensis
- Pellonula vorax
- Pelvicachromis pulcher
- Pelvicachromis taeniatus
- Periophthalmus barbarus
- Petrocephalus ansorgii
- Petrocephalus bane bane
- Petrocephalus bovei bovei
- Petrocephalus pallidomaculatus
- Petrocephalus pellegrini
- Petrocephalus sauvagii
- Petrocephalus soudanensis
- Phago loricatus
- Phractolaemus ansorgii
- Phractura ansorgii
- Phractura clauseni
- Pollimyrus isidori isidori
- Pollimyrus petricolus
- Polypterus ansorgii
- Polypterus bichir lapradei
- Polypterus endlicheri endlicheri
- Polypterus senegalus senegalus
- Porogobius schlegelii
- Procatopus aberrans
- Protopterus annectens annectens

## R
- Raiamas nigeriensis
- Raiamas senegalensis
- Rhabdalestes septentrionalis

## S
- Sarotherodon galilaeus galilaeus
- Sarotherodon melanotheron melanotheron
- Schilbe brevianalis
- Schilbe intermedius
- Schilbe mystus
- Schilbe uranoscopus
- Scriptaphyosemion geryi
- Sierrathrissa leonensis
- Siluranodon auritus
- Synodontis batensoda
- Synodontis budgetti
- Synodontis clarias
- Synodontis courteti
- Synodontis euptera
- Synodontis filamentosa
- Synodontis gobroni
- Synodontis guttata
- Synodontis melanoptera
- Synodontis membranacea
- Synodontis nigrita
- Synodontis obesus
- Synodontis ocellifer
- Synodontis omias
- Synodontis resupinata
- Synodontis robbianus
- Synodontis schall
- Synodontis sorex
- Synodontis vermiculata
- Synodontis violacea
- Synodontis xiphias

## T
- Tetraodon lineatus
- Thysochromis ansorgii
- Tilapia dageti
- Tilapia guineensis
- Tilapia mariae
- Tilapia zillii
- Tylochromis intermedius
- Tylochromis sudanensis

## X
- Xenomystus nigri

## Z
- Zaireichthys camerunensis[1]